# Rybak Glacier
Rybak Glacier är en glaciär i Antarktis. Den ligger i Sydshetlandsöarna. Argentina, Chile och Storbritannien gör anspråk på området. Rybak Glacier ligger 229 meter över havet.
Terrängen runt Rybak Glacier är kuperad åt nordost, men åt sydväst är den platt. Havet är nära Rybak Glacier åt sydväst. Trakten är glest befolkad. Närmaste befolkade plats är Commandante Ferraz Station, 9,8 kilometer nordväst om Rybak Glacier. 